# Relações entre Azerbaijão e Irã
As relações entre Azerbaijão e Irã referem-se às relações entre a República do Azerbaijão, situada no sul do Cáucaso, e a República Islâmica do Irã, na Ásia Ocidental. O Irã possui uma embaixada em Baku, capital azeri, e um consulado-geral em Naquichevão. O Azerbaijão, por sua vez, tem uma embaixada em Teerã e um consulado-geral em Tabriz.

## História
Irã e Azerbaijão compartilham, em grande medida, da mesma história, religião, etnia e cultura. O território do atual Azerbaijão só foi separado do Irã na primeira metade do século XIX, por meio da Guerra Russo-Persa (1804–1813). Na área ao norte do rio Aras, o território da República contemporânea do Azerbaijão era território iraniano, até que foi ocupado pela Rússia. Irã e Azerbaijão são, além disso, as únicas nações confessionais oficialmente muçulmanas xiitas, onde a grande maioria do povo são adeptos do islamismo xiita. Eles têm, respectivamente, a maior e a segunda maior percentagem da população xiita do mundo, bem como a história do xiismo que está enraizada em ambas as nações exatamente no mesmo momento histórico. Percebe-se que a maioria da população dos países que os rodeiam ou são predominantemente cristãos ou muçulmanos sunitas. Apesar disso, a paisagem religiosa em ambos os países são completamente diferentes. O Irã é um estado teocrático que promove ativamente e impõe a fé nas pessoas, enquanto que o Azerbaijão é oficialmente secular e desencoraja a influência religiosa nas esferas de governo e em assuntos públicos. Além disso, a prática religiosa é menor no Azerbaijão, devido a décadas de domínio soviético. A maior população do mundo de azeris também vive no Irã, superando de longe os azeris do vizinho Azerbaijão.
Em 1918, o governo do Musavat adotou o nome "Azerbaijão" para a recém-criada República Democrática do Azerbaijão, por razões políticas, embora o nome de "Azerbaijão" sempre tivesse sido usado para se referir à região adjacente do noroeste do Irã. Como a União Soviética dissolveu-se em 1991, uma sólida relação se desenvolveu entre Irã e Azerbaijão, que se fortaleceu devido a questões em torno da declaração de independência da República do Nagorno Karabakh, no início da década de 1990. O Irã não apenas se recusou a reconhecer a independência do Nagorno-Karabakh (hoje República de Artsaque), como declarou apoio ao Azerbaijão, reconhecendo sua integridade territorial e fechando sua fronteira com a região separatista do Nagorno-Karabakh. No entanto, após o conflito entre o Azerbaijão e a Armênia, que resultou no Conflito de Nagorno-Karabakh, o Irã mostrou sinais de apoio aos armênios, para desespero da República do Azerbaijão, que viu a ação como um ato de traição. No entanto, desde 2013, as relações entre as duas nações têm melhorado significativamente, com o advento de Hassan Rohani à presidência iraniana, que tem desde o início de sua administração colocado esforços significativos no sentido de tornar os laços azeri-iranianos mais estáveis. Em maio de 2015, o embaixador do Irã no Azerbaijão anunciou que o país não reconhece a auto-proclamada "República de Nagorno-Karabakh", fortificando mais as relações Azerbaijão-Irã.
Irã e Azerbaijão têm relações diplomáticas ininterruptas desde 1918. O Irã foi um dos primeiros países a reconhecer a independência do Azerbaijão em 1991, e as relações diplomáticas entre os dois países foram estabelecidas formalmente em 1992. Ambos os países são membros de pleno direito da Organização de Cooperação Económica (OCE) e da Organização para a Cooperação Islâmica (OIC).